# Piława (Fluss)
Die Piława (deutsch Peile, früher auch Reichenbach) ist ein rechter Nebenfluss der Schweidnitzer Weistritz.
Die Piława entspringt in den östlichen Ausläufern des Eulengebirges bei Kluczowa (Kleutsch), das zur Stadt- und Landgemeinde Ząbkowice Śląskie (Frankenstein) gehört. Sie fließt in nördlicher Richtung fast zwölf Kilometer durch die Peilaudörfer und dann an Dzierżoniów (Reichenbach) und Krzyżowa (Kreisau) vorbei. Südlich von Świdnica (Schweidnitz) wendet sie sich Richtung Osten. Drei Kilometer nach Pszenno (Weizenrodau) mündet sie in die Schweidnitzer Weistritz.